# Resolutie 1793 Veiligheidsraad Verenigde Naties
Resolutie 1793 van de Veiligheidsraad van de Verenigde Naties werd unaniem door de VN-Veiligheidsraad aangenomen op 21 december 2007 en verlengde het geïntegreerd VN-kantoor in Sierra Leone tot september 2008.

## Achtergrond
In Sierra Leone waren al jarenlang etnische spanningen tussen verschillende bevolkingsgroepen. In 1978 werd het een eenpartijstaat met een regering die gekenmerkt werd door corruptie en wanbeheer van onder meer de belangrijke diamantmijnen. Intussen was in buurland Liberia al een bloedige burgeroorlog aan de gang, en in 1991 braken ook in Sierra Leone vijandelijkheden uit. In de volgende jaren kwamen twee junta's aan de macht, waarvan vooral de laatste een schrikbewind voerde. Zij werden eind 1998 met behulp van buitenlandse troepen verjaagd, maar begonnen begin 1999 een bloedige terreurcampagne. Pas in 2002 legden ze de wapens neer.

## Inhoud

### Waarnemingen
De secretaris-generaal beval aan het geïntegreerd VN-kantoor in Sierra Leone, UNIOSIL, met 9 maanden te verlengen om het land te blijven bijstaan bij het opbouwen van vrede en de voorbereiding van de lokale verkiezingen van juni 2008. Ook de president van het land had per brief om een verlenging gevraagd.
In augustus en september 2007 waren met succes parlements- en presidentsverkiezingen gehouden. Ook werden het leger en de politie van het land nog verder hervormd en versterkt.

### Handelingen
Zodoende werd het UNIOSIL-kantoor dat in 2005 was opgericht met resolutie 1620 verlengd tot 30 september 2008.
De Secretaris-Generaal werd gevraagd tegen 31 januari 2008 een eindstrategie voor te stellen met:
- Een vermindering van het personeel met minstens 20% tegen 20 maart 2008,
- 80% Sterkte doorgaan tot 30 juni 2008,
- Het mandaat beëindigen tegen 30 september 2008.

Hieropvolgend zou UNIOSIL opgevolgd worden door een geïntegreerd politiek VN-kantoor om verder mee te werken aan de vrede en de ondersteuning van donoren ter harte te nemen.

## Verwante resoluties
- Resolutie 1688 Veiligheidsraad Verenigde Naties (2006)
- Resolutie 1734 Veiligheidsraad Verenigde Naties (2006)
- Resolutie 1829 Veiligheidsraad Verenigde Naties (2008)
- Resolutie 1886 Veiligheidsraad Verenigde Naties (2009)

Lijst ·  1739 ·  1740 ·  1741 ·  1742 ·  1743 ·  1744 ·  1745 ·  1746 ·  1747 ·  1748 ·  1749 ·  1750 ·  1751 ·  1752 ·  1753 ·  1754 ·  1755 ·  1756 ·  1757 ·  1758 ·  1759 ·  1760 ·  1761 ·  1762 ·  1763 ·  1764 ·  1765 ·  1766 ·  1767 ·  1768 ·  1769 ·  1770 ·  1771 ·  1772 ·  1773 ·  1774 ·  1775 ·  1776 ·  1777 ·  1778 ·  1779 ·  1780 ·  1781 ·  1782 ·  1783 ·  1784 ·  1785 ·  1786 ·  1787 ·  1788 ·  1789 ·  1790 ·  1791 ·  1792 ·  1793 ·  1794